# Christina Finger
Christina Nicola Greb, conosciuta anche come Christina Finger, Niki Finger e Niki Greb (Colonia, 15 luglio 1970), è un'attrice tedesca.

## Filmografia

### Cinema
- Der tote Taucher im Wald, regia di Marcus O. Rosenmüller (1999)
- Kabinett, regia di Daniel Schreiber –  cortometraggio (2006)
- Stilles Tal, regia di Marcus O. Rosenmüller (2011)

### Televisione
- Stadtklinik – serie TV, episodio 6x14 (1996)
- Verbotene Liebe – serial TV, 1 puntata (1996)
- Die Feuerengel – serie TV, 13 episodi (1997)
- SK-Babies – serie TV, episodio 3x05 (1998)
- Squadra Speciale Cobra 11 (Alarm für Cobra 11 – Die Autobahnpolizei) – serie TV, episodio 3x03 (1998)
- Mobbing Girls – serie TV, episodio 1x11 (1998)
- Im Namen des Gesetzes – serie TV, episodi 4x17-13x11 (1999-2005)
- Alphateam - Die Lebensretter im OP – serie TV, episodio 4x26 (1999)
- Guardia costiera (Küstenwache) – serie TV, 15 episodi (1999-2000)
- Lady Cop (Die Kommissarin) – serie TV, episodi 3x05-5x10 (1999-2004)
- Liebestod, regia di Stephan Wagner – film TV (2000)
- Ich pfeif’ auf schöne Männer, regia di Helmut Metzger – film TV (2001)
- SK Kölsch – serie TV, episodio 2x14 (2001)
- Tatort – serie TV, episodio 467 (2001)
- Lovers & Friends – Eigentlich lieben wir uns…, regia di Christoph Schrewe – film TV (2002)
- Un caso per due (Ein Fall für zwei) – serie TV, episodio 22x04 (2002)
- Liebe ist ein Roman, regia di Olaf Götz – film TV (2002)
- Club der Träume-Türkei, Marmaris, regia di Berno Kürten (2003)
- Soko 5113 – serie TV, episodi 24x09-29x08 (2003-2006)
- Squadra speciale Lipsia (SOKO Leipzig) – serie TV, episodio 4x12 (2004)
- Squadra Speciale Colonia (SOKO Köln) – serie TV, episodi 2x06-18x13-18x14 (2004-2010)
- Wolff, un poliziotto a Berlino (Wolffs Revier) – serie TV, episodio 13x03 (2005)
- Das geheime Leben der Spielerfrauen – serie TV, 4 episodi (2005)
- Il nostro amico Charly (Unser Charly) – serie TV, episodio 11x03 (2006)
- Der fremde Gast, regia di Marcus O. Rosenmüller – film TV (2007)
- Il commissario Schumann (Der Kriminalist) – serie TV, episodio 2x06 (2008)
- 80 Minutes, regia di Thomas Jahn – film TV (2008)
- Mordshunger, regia di Robert-Adrian Pejo – film TV (2008)
- SOKO Wismar – serie TV, episodi 6x14-9x23-15x12 (2009-2017)
- Löwenzahn – serie TV, episodio 28x16 (2009)
- Eine für alle – Frauen können’s besser – serie TV, 6 episodi (2009)
- Squadra Speciale Stoccarda (SOKO Stuttgart) – serie TV, episodio 8x20 (2017)
- Marie Brand – serie TV, episodio 1x20 (2017)